# 政客誠實中
是一部2020年上映的韓國喜劇電影，由《尋找金鐘旭》、《兄弟》的導演張幼珍執導，羅美蘭、金武烈、羅文姬、尹敬浩領銜主演，於2020年2月12日在韓國上映。

## 劇情概要
國會議員朱尚淑喜歡說謊（羅美蘭 飾），因某次意外突然無法說任何謊話，對任何人只好說實話，而這讓她的幕僚（金武烈 飾）十分煩惱。

## 演員陣容

### 主要人物
- 羅美蘭 飾演 朱尚淑，國會議員1號候選人。
- 金武烈 飾演 朴希哲，朱尚淑議員的幕僚。
- 羅文姬 飾演 金玉姬，朱尚淑的奶奶
- 尹敬浩 飾演 奉萬植，朱尚淑的丈夫。

### 其他人物
- 宋永彰 飾演 李雲學，朱尚淑的選舉顧問。
- 溫朱莞 飾演 金俊英，電視台PD。
- 趙漢哲 飾演 南永誠，國會議員4號候選人。
- 孫鐘鶴 飾演 金尚杓，大韓黨代表。
- 曹秀香 飾演 申智善，國會議員3號候選人。
- 尹世雅 飾演 車允京，電視台導播。
- 張東周 飾演 奉恩昊，朱尚淑的兒子。
- 安世浩 飾演 李正民
- 金拏潤 飾演 尹美京
- 高圭弼 飾演 黃記者
- 朴成俊 飾演 YouTuber
- 李度燁 飾演 辯論節目主持人
- 金奉萬 飾演 金尚杓的秘書官
- 禹美花 飾演 瑟琪的母親
- 全鎮吾 飾演 神經精神科醫生
- 朴正杓 飾演 巫師
- 劉易俊 飾演 書店記者
- 孫成燦 飾演 公寓警衛
- 金菲菲 飾演 公寓裡的新媳婦

### 友情出演
- 吳萬石 飾演 張德俊

## 製作
主要攝影於2019年6月15日開始，並於2019年9月7日殺青。

## 發行
2020年2月12日在韓國上映，同年4月10日於臺灣上映。

## 票房

### 韓國
| 上一届： 《陰櫥》 | 2020年韓國每週票房冠軍 第7週 | 下一届： 《抓住救命稻草的野獸們》 |

### 臺灣
- 台北上映首週的週末票房為23萬台幣，位居該週第5名[4]。

## 獎項榮譽
| 年份   | 頒獎禮               | 獎項       | 入圍者 | 結果 | 備註  |
| ------ | -------------------- | ---------- | ------ | ---- | ----- |
| 2021年 | 第41屆青龍電影獎     | 最佳女主角 | 羅美蘭 | 獲獎 | [ 5 ] |
| 2021年 | 第26屆春史國際電影節 | 最佳女主角 | 羅美蘭 | 提名 | [ 6 ] |

## 外部連結
- NAVER上《政客誠實中》的資料
- Daum上《政客誠實中》的資料

- 韩国电影数据库（KMDb）上《政客誠實中》的資料
- 互联网电影数据库（IMDb）上《政客誠實中》的资料（英文）
- 開眼電影網上《政客誠實中》的資料（繁體中文）
- 《政客誠實中》在HanCinema的页面（英文）
- AllMovie上《政客誠實中》的资料（英文）